# Чарри, Майкл
Майкл Роналд Чарри (англ. Michael Ronald Charry; род. 28 августа 1933, Нью-Йорк) — американский дирижёр.

## Биография
Начинал заниматься музыкой как гобоист и пианист, в том числе под руководством Лоис Уонн, Розалин Тюрек и Джозефа Райеффа. Окончил по дирижёрской специальности Джульярдскую школу и Оберлинский колледж (1956), учился, среди прочего, у Жана Мореля. Стажировался у Пьера Монтё и в Гамбурге у Ханса Шмидта-Иссерштедта. Работал помощником дирижёра в Род-Айлендском филармоническом оркестре.
В 1961 году был назначен ассистентом дирижёра в Кливлендском оркестре и, таким образом, на протяжении семи сезонов работал под руководством Джорджа Селла. Эта работа дала Чарри уникальный опыт, который он в конце концов воплотил в первой полномасштабной биографии Селла (англ. George Szell. A Life of Music), опубликованной в 2011 году. Затем в 1976—1982 годах возглавлял Нэшвиллский симфонический оркестр. В 1981 году был удостоен Премии Дитсона. Далее руководил оркестром в городе Кантон. Много гастролировал с разными оркестрами в Латинской Америке и на Дальнем Востоке. В 1989—1999 годах возглавлял отделение дирижирования в Маннес-колледже.